# Bajary (rejon orszański)
Bajary (biał. Баяры; ros. Бояры, Bojary) – wieś na Białorusi, w obwodzie witebskim, w rejonie orszańskim, w sielsowiecie Barzdouka.